# Пейдж, Малком
Малком Джордж Пейдж (англ. Malcolm George Page; род. 22 марта 1972, Сидней, Австралия) — австралийский яхтсмен, выступающий в классе гоночных яхт 470. Участник трёх Олимпиад. В 2008 и 2012 годах завоевал золотые медали на Олимпийских играх.

## Биография
Малком Пейдж родился 22 марта 1972 года в Сиднее. Получил образование в кафедральной школе Св. Эндрю в Сиднее.
С 1997 года неизменным тренером Малкома Пейджа является Виктор Коваленко.
Пейдж являлся знаменосцем Австралии на церемонии закрытия Олимпийских игр 2012.
Образование: электротехника и сертификат по управлению бизнес-процессами.
Женат. Детей нет.

## Спортивная карьера
Парусным спортом занялся в возрасте в 8 лет. Данный вид спорта выбрал потому, что два его старших брата уже занимались парусным спортом.
Впервые принял участие в соревнованиях в 1982 году.
Первым выигранным турниром был юниорский турнир в Брисбене в 1986 году в популярном в Австралии классе юниорсиких гоночных яхт Manly Junior. англ.
За время карьеры получил две травмы:
1. 1983 перелом ключицы.
2. 1997 разрыв передней крестообразной связки правого колена.

По состоянию на 18 августа 2010 года Малком Пейдж с количеством 750 баллов занимает 116 позицию в рейтинге ISAF в классе гоночных яхт 470 среди мужчин. Самого высокого места в рейтинге (1 место) Малком добивался в периоды: 
1. 01.10.2002 — 30.05.2003,
2. 01.10.2003 — 14.04.2004,
3. 03.06.2004 — 03.08.2004,
4. 18.07.2007 — 03.08.2008[2].

По состоянию на 28 мая 2008 года Малком Пейдж с количеством 286 баллов занимает 140 позицию в рейтинге ISAF в классе гоночных яхт 49er среди мужчин. Самого высокого места в рейтинге (79 место) Малком Пейдж добивался в период с 4 октября 2006 года по 13 декабря 2006 года.

## Статистика

### 470
До 2008 выступал с Вилмо, Нейтан.
С 2011 выступает с Белчер, Мэтью.
| Соревнование/Год                   | 2003 | 2004 | 2007 | 2008 | 2011 | 2012 |
| ---------------------------------- | ---- | ---- | ---- | ---- | ---- | ---- |
| Летние Олимпийские игры            | -    | 12   | -    | 1    | -    | 1    |
| Чемпионат мира по парусному спорту | 2    | -    | 1    | -    | 1    | -    |

## Награды и титулы
- Яхтсмен года Австралии 2009 года.
- Финалист на звание Яхтсмена года Австралии 2003, 2004, 2005, 2006, 2008 и 2009 годов.
- Команда года 2005, 2007 и 2008 годов по версии Австралийского института спорта (совместно с Нейтаном Вилмо).
- Команда года 2005, 2007 и 2008 годов по версии Института спорта Нового Южного Уэльса. англ.
- Спортивная команда года Нового Южного Уэльса 2005, 2007 и 2008 годов.
- Награда «Лучший из лучших» 2011 года по версии Австралийского института спорта. англ.

В 2008 году тренер спортсмена Виктор Коваленко получил звание «Тренер года» по версии Австралийского института спорта.